# Récompenses des Nuggets de Denver
Les Nuggets de Denver sont une franchise de basket-ball américaine évoluant dans la National Basketball Association. Cet article regroupe l'ensemble des récompenses des Nuggets de Denver durant les saisons NBA et ABA.

## Titres de l'équipe

### Champion NBA
Les Nuggets ont remporté un titre NBA en 2023.

### Champion de conférence
Les Nuggets ont remporté une fois la Conférence Ouest en 2023.
Ils ont été finalistes en 1978, 1985, 2009 et 2020.

### Champion de division
Les Nuggets ont été 12 fois champions de leur division, 2 fois en ABA et à 10 reprises en NBA  : 1970, 1975, 1977, 1978, 1985, 1988, 2006, 2009, 2010, 2019, 2020 et 2023.
Ces titres se répartissent en 2 titres de la division Ouest de la ABA (1970, 1975), 4 de la division Midwest (1977, 1978, 1985, 1988) et 6 de la division Nord-Ouest (2006, 2009, 2010, 2019, 2020 et 2023).

## Titres individuels en NBA

### MVP
- Nikola Jokić (x3) : 2021, 2022, 2024

### MVP des Finales
- Nikola Jokić : 2023

### MVP de la finale de la Conférence Ouest
- Nikola Jokić : 2023

### Défenseur de l'année
- Dikembe Mutombo : 1995
- Marcus Camby : 2007

### Meilleure progression de l'année
- Mahmoud Abdul-Rauf : 1993

### Entraîneur de l'année
- Doug Moe : 1988
- George Karl : 2013

### Exécutif de l'année
- Vince Boryla : 1985
- Mark Warkentien : 2009
- Masai Ujiri : 2013

### J. Walter Kennedy Citizenship Award
- Dan Issel : 1985
- Alex English : 1988
- Kenneth Faried : 2013

### NBA Sportsmanship Award
- Chauncey Billups : 2009

## Titres individuels en ABA

### MVP
- Spencer Haywood : 1970

### Rookie de l'année
- Spencer Haywood : 1970
- David Thompson : 1970

### Entraîneur de l'année
- Joe Belmont : 1970
- Larry Brown (x2) : 1975, 1976

### Exécutif de l'année
- Carl Scheer (x2) : 1975, 1976

## Hall of Fame

### Joueurs
13 anciens joueurs des Nuggets de Denver ont été introduits au Basketball Hall of Fame (également appelé Naismith Memorial Basketball Hall of Fame).
| Joueur               | Activité aux Nuggets | Activité aux Nuggets | Hall of Fame        |
| Joueur               | Années               | Titres avec Denver   | Année intronisation |
| -------------------- | -------------------- | -------------------- | ------------------- |
| Dan Issel            | 1975–1985            | 0                    | 1993                |
| David Thompson       | 1975–1982            | 0                    | 1996                |
| Alex English         | 1980–1990            | 0                    | 1997                |
| Šarūnas Marčiulionis | 1996–1997            | 0                    | 2014                |
| Spencer Haywood      | 1969–1970            | 0                    | 2015                |
| Dikembe Mutombo      | 1991–1996            | 0                    | 2015                |
| Allen Iverson        | 2006–2008            | 0                    | 2016                |
| George McGinnis      | 1978–1980            | 0                    | 2017                |
| Charlie Scott        | 1978–1980            | 0                    | 2018                |
| Bobby Jones          | 1974–1978            | 0                    | 2019                |
| Tim Hardaway         | 2002                 | 0                    | 2022                |
| Chauncey Billups     | 1998–2000 2008–2011  | 0                    | 2024                |
| Walter Davis         | 1988–1991 1991–1992  | 0                    | 2024                |

### Entraineurs, managers et contributeurs
Quatre anciens entraîneurs des Nuggets de Denver ont été introduits au Basketball Hall of Fame.
| Personnalité  | Activité aux Nuggets | Activité aux Nuggets | Activité aux Nuggets | Hall of Fame        | Hall of Fame |
| Personnalité  | Années               | Titres avec Denver   | Fonction             | Année intronisation | Qualité      |
| ------------- | -------------------- | -------------------- | -------------------- | ------------------- | ------------ |
| Alex Hannum   | 1971–1974            | 0                    | entraîneur           | 1998                | entraîneur   |
| Larry Brown   | 1974–1979            | 0                    | entraîneur           | 2002                | entraîneur   |
| John McLendon | 1969                 | 0                    | entraîneur           | 2016                | entraîneur   |
| John McLendon | 1969                 | 0                    | entraîneur           | 1979                | contributeur |
| George Karl   | 2005–2013            | 0                    | entraîneur           | 2022                | entraîneur   |

## Maillots retirés
Sept membres des Nuggets ont vu leur numéro mis de côté, en hommage à leur impact sur la franchise, dans le cadre des maillots retirés :
- 2 - Alex English
- 12 - Fat Lever
- 33 - David Thompson
- 40 - Byron Beck
- 44 - Dan Issel
- 55 - Dikembe Mutombo
- 432 - Doug Moe, entraîneur aux 432 victoires avec les Nuggets.

## Récompenses du All-Star Week-End

### Sélections au All-Star Game
Liste des joueurs sélectionnés pour le All-Star Game, en tant que joueur des Nuggets de Denver :
- Dan Issel : 1977
- Bobby Jones (x2) : 1977 et 1978
- David Thompson (x3) : 1977, 1978 et 1979
- George McGinnis : 1979
- Alex English (x8) : 1982, 1983, 1984, 1985, 1986, 1987, 1988 et 1989
- Kiki Vandeweghe (x2) : 1983 et 1984
- Calvin Natt : 1985
- Fat Lever (x2) : 1988 et 1990
- Dikembe Mutombo (x3) : 1992, 1995 et 1996
- Antonio McDyess : 2001
- Carmelo Anthony (x4) : 2007, 2008, 2010 et 2011
- Allen Iverson (x2) : 2007 et 2008
- Chauncey Billups (x2) : 2009 et 2010
- Nikola Jokić (x6) : 2019, 2020, 2021, 2022, 2023, 2024 et 2025

### Entraîneur au All-Star Game
- Larry Brown : 1977
- George Karl : 2010
- Michael Malone (x2) : 2019, 2023

### Vainqueur du concours à 3 points
- Voshon Lenard : 2004

## Distinctions de fin d'année (NBA)

### All-NBA Team

#### All-NBA First Team
- David Thompson (x2) : 1977, 1978
- Nikola Jokić (x5) : 2019, 2021, 2022, 2024, 2025

#### All-NBA Second Team
- Alex English (x3) : 1982, 1983, 1986
- Fat Lever : 1987
- Carmelo Anthony : 2010
- Nikola Jokić (x2) : 2020, 2023

#### All-NBA Third Team
- Antonio McDyess : 1999
- Carmelo Anthony (x3) : 2006, 2007, 2009
- Chauncey Billups : 2009

### NBA All-Defensive Team

#### NBA All-Defensive First Team
- Bobby Jones (x2) : 1977, 1978
- Marcus Camby (x2) : 2007, 2008

#### NBA All-Defensive Second Team
- T. R. Dunn (x3) : 1983, 1984, 1985
- Bill Hanzlik : 1986
- Fat Lever : 1988
- Dikembe Mutombo : 1995
- Marcus Camby (x2) : 2005, 2006

### NBA All-Rookie Team

#### NBA All-Rookie First Team
- Dikembe Mutombo : 1992
- LaPhonso Ellis : 1993
- Antonio McDyess : 1996
- Nenê : 2003
- Carmelo Anthony : 2004
- Kenneth Faried : 2012
- Nikola Jokić : 2016

#### NBA All-Rookie Second Team
- Mahmoud Abdul-Rauf : 1991
- Mark Macon : 1992
- Jalen Rose : 1995
- Bobby Jackson : 1998
- James Posey : 2000
- Jusuf Nurkić : 2015
- Emmanuel Mudiay : 2016
- Jamal Murray : 2017
- Nah'Shon Hyland : 2022

## Distinctions de fin d'année (ABA)

### All-ABA Team

#### All-ABA First Team
- Larry Jones (x3) : 1968, 1969, 1970
- Spencer Haywood : 1970
- Warren Jabali : 1973
- Ralph Simpson : 1976

#### All-ABA Second Team
- Larry Cannon : 1971
- Ralph Simpson (x2) : 1972, 1973
- David Thompson : 1976
- Bobby Jones : 1976
- Dan Issel : 1976

### ABA All-Defensive Team
- Julius Keye (x2) : 1973, 1974
- Bobby Jones (x2) : 1975, 1976

### ABA All-Rookie Team
- Walter Piatkowski : 1969
- Spencer Haywood : 1970
- Mike Green : 1974
- Bobby Jones : 1975
- David Thompson : 1976